# トム・マーカンド
トム・マーカンド（英語: Tom Marquand、1998年3月30日 - ）は、イギリス出身の騎手である。

## 幼少期
マーカンドは幼少期をチェルトナムで過ごした。彼自身の家族は競馬とは関係無かったが周りに馬がいる環境で育った。ポニーレーシングと地元の調教師の調教助手を務めた後、16歳でリチャード・ハノン・ジュニア調教師の所属となった。

## 経歴
2014年に初勝利を挙げ、翌2015年に最優秀見習い騎手となる。その年にはBBCヤングスポーツパーソナリティオブザイヤー賞のファイナリストとなった。
2017年9月7日にディックプールフィリーズステークスを人気薄のアンナネリウムで制し、重賞初制覇。翌年の2018年にはアンナネリウム及びマーカンドの重賞2勝目となるスプリームステークスを含む100勝以上をマーク。その年のクリスマスと年末年始にかけてシドニーのジョン・オシア調教師のもとで6週間ほどオーストラリアで騎乗した。 
2019年にはアンナネリウムと共に重賞3勝目となるプリンセスエリザベスステークスを勝利した他、モニカシェリフに騎乗しフランスのベル・ド・ニュイ賞を制した。2020年の3月から4月にかけてオーストラリアへ再度渡航し、アデイブに騎乗し自身初のGIとなるランヴェットステークス及びクイーンエリザベスステークスを制覇した。マーカンドはこれ以外にも複数のG3をオーストラリアで制覇した事から、現地のファンからは「オージー・トム」というニックネームを与えられた。また同年にはエプソムダービー初騎乗となり、この時の騎乗馬Khalifa Satはサーペンタインの2着に入った。またダービーの数カ月後の9月12日にはガリレオクローム騎乗でセントレジャーステークスを制覇し、自身初のクラシック制覇となった。尚ガリレオクロームには当初シェーン・クロスが騎乗する予定であったが、彼がレース前日に新型コロナウイルスの陽性反応が出た為急遽のテン乗りとなった。
2021年にマーカンドは英国で176勝を挙げ、この中にはスターマン騎乗で制覇したジュライカップも含まれている。また、この年にはアデイブ騎乗でクイーンエリザベスステークスを連覇した。
2022年にはGIレースで3勝を挙げ、妻のホリー・ドイルと共にジョッキーズチャンピオンシップで2位になった後にそれまでの香港ではなく、日本で10月29日から12月25日の間、JRAにおいて短期騎手免許で騎乗した。この時の身元引受調教師は宮田敬介、契約馬主はシルクレーシングであった。騎乗初日から東京競馬場の第8競走をカトゥルスフェリスで制し日本初勝利を挙げる。

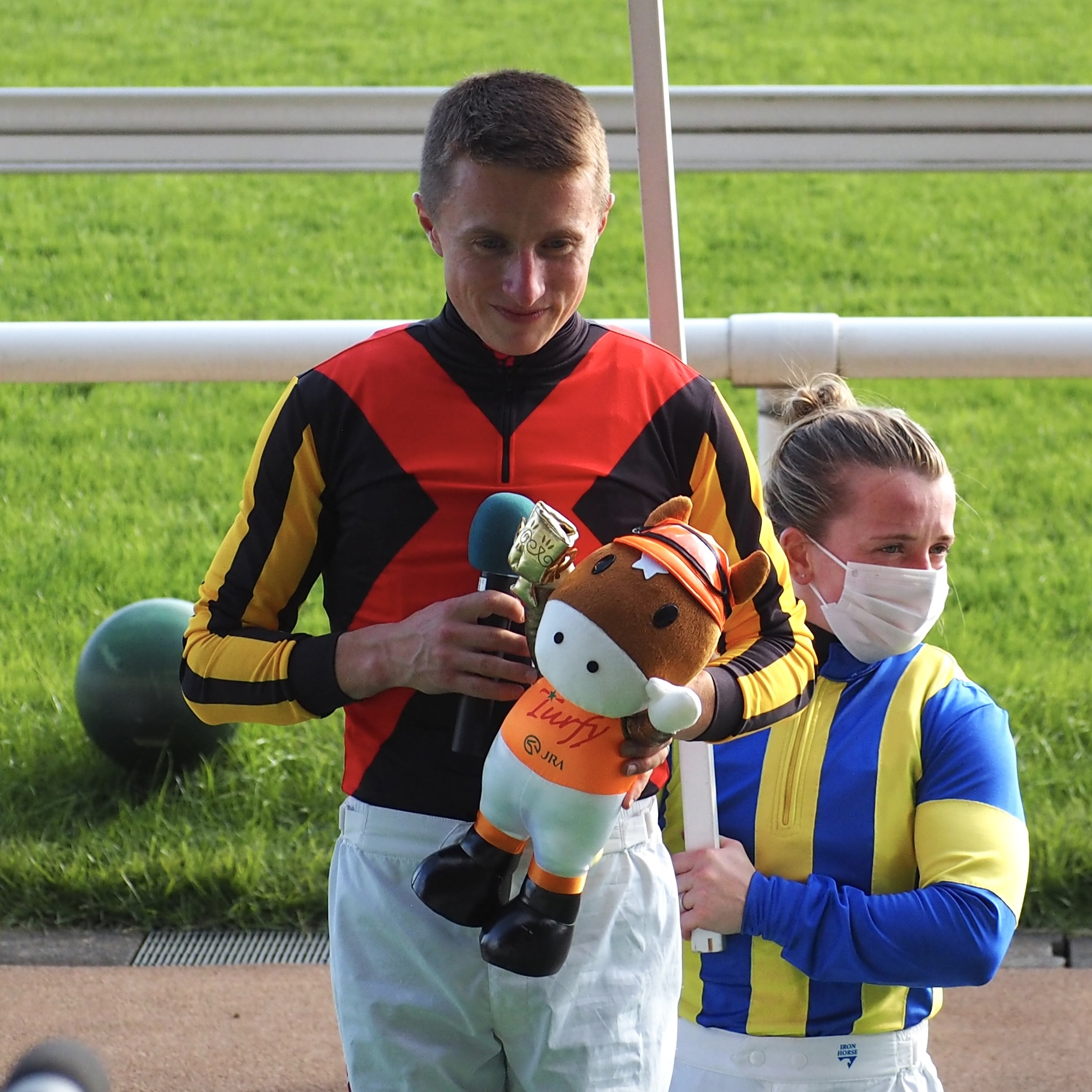
日本初勝利時のセレモニー。横でプラカードを持つのは妻のドイル。

2023年もマーカンドはオーストラリアへ騎乗しに渡航したが、到着後程なくしてランドウィック競馬場において落馬し、脳震盪と肩の負傷を負った。それにも係わらずクイーンエリザベスステークスまでには復帰し、同レースをドバイオナーで制覇した。その後英国でも5月5日にマーカンドはニューマーケットにて馬に蹴られ、その週騎乗予定であった2000ギニーステークスと1000ギニーステークスは乗り替わりとなった。
復帰後グッドウッドカップにQuickthorn騎乗で参戦し、序盤でハナを取りそのまま最後まで逃げ切り勝ちを決めた。彼はこの馬を同様の戦法で前年8月開催のロンズデールカップを制していた。レース後マーカンドは馬について「彼とはこれまでも何回か大事な日に楽しんだ事があり、彼もそのまま行きたがる性格故に…（中略）…特に計画らしいものは立てませんでした。皆が彼が何をしようとしているのかをわかっていたからで、それが彼がどんな馬かを証明しています」と述べた。
2023年9月4日に英国で1000勝目を挙げた。翌日にはリポン競馬場にて英国史上最安オッズタイの敗戦をDoom騎乗で喫した。これは1948年以来史上2頭目である。その後ドイルと共に再び来日し、11月11日から12月29日の間は日本でJRAの短期騎手免許を取得し騎乗する。身元引受調教師及び契約馬主は前年同様宮田敬介とシルクレーシングである。
2024年も11月よりドイルと共に来日し、同月9日から同年12月22日まで短期騎手免許を取得した。引き続き、身元引受調教師及び契約馬主は宮田敬介とシルクレーシングとなった。

## 家族
マーカンドはポニーレーシングしていた頃からの幼馴染だったホリー・ドイルと2020年に婚約し、2022年3月21日にヘレフォードシャーにあるアイヴィングトンという村の教会にて結婚式を行った。

## 主な騎乗馬
- Addeybb / アデイブ - 2020年チャンピオンステークス、2020年ランヴェットステークス、2020年及び2021年クイーンエリザベスステークス
- Alenquer / アレンカー - 2022年タタソールズゴールドカップ
- Bayside Boy / ベイサイドボーイ - 2022年クイーンエリザベス2世ステークス
- Big Evs / ビッグイーヴス - 2023年ブリーダーズカップ・ジュヴェナイルターフスプリント
- Dubai Honour / ドバイオナー - 2023年クイーンエリザベスステークス、2024年サンクルー大賞
- Galileo Chrome / ガリレオクローム - 2020年セントレジャーステークス
- Quickthorn / クイックソーン - 2023年グッドウッドカップ
- Sea La Rosa / シーラローサ - 2022年ロワイヤリュー賞
- Starman / スターマン - 2021年ジュライカップ